# 乌颜·多吉

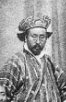
烏顏·多吉

乌颜·多吉（宗喀語：ཨོ་རྒྱན་རྡོ་རྗེ་，威利：o rgyan rdo rje，1855年—1916年6月22日），不丹政治人物，多吉家族的成员。他是不丹王国首任国王乌颜·旺楚克的亲信。

## 生平
1902年至1907年间，乌颜·多吉是当时的通萨省彭洛普乌颜·旺楚克的卡孜（Kazi）。1907年乌颜·旺楚克加冕不丹国王后，他被任命为哈阿彭洛普、首席部长（Gongzim）、首席秘书（Deb Zimpon）。1911年，他获得拉者尊称。1912年，第十三世达赖喇嘛曾在乌颜·多吉于噶伦堡新建的不丹屋坐客三个月。
1916年，乌颜·多吉在不丹屋去世。其死后，十三世达赖喇嘛向多吉家族表达了慰问，并赞扬了其对西藏人民的援助。其子索南·托杰·多吉则继任为不丹首席部长。